# Petar Loboda
Petar Loboda (Domžale, 26. srpnja 1894. – Ljubljana, 29. veljače 1952.), slovenski kipar.
Pomogao je Ivanu Meštroviću kod izrade spomenika "Grgur Ninski" za Split i "Indijanci" za Chicago. U njegovim radovima snažno se odražava utjecaj Meštrovićeve skulpture. 
Radio je figuralnu plastiku, portrete i spomenike (spomenik Ivanu Cankaru u Clevelandu, spomenik Francea Prešerna u Kranju). 